# Kutina
Kutina je město v Chorvatsku. Žije zde 13 375 obyvatel, v celé opčině pak 22 760 obyvatel. V roce 1991 tvořili 1,15 % obyvatelstva (celkem 173 obyvatel) Češi, v roce 2011 v městě i v přilehlé opčině 314 Čechů, tedy 1,38 % obyvatelstva celé městské opčiny. Obcí protéká potok Kutinica. Sídlí zde regionální televizní stanice Nezavisna Televizija.

## Přírodní poměry a poloha
Město leží přibližně uprostřed země na svazích pahorkatiny Moslavina v Sisacko-moslavinské župě.

## Historie

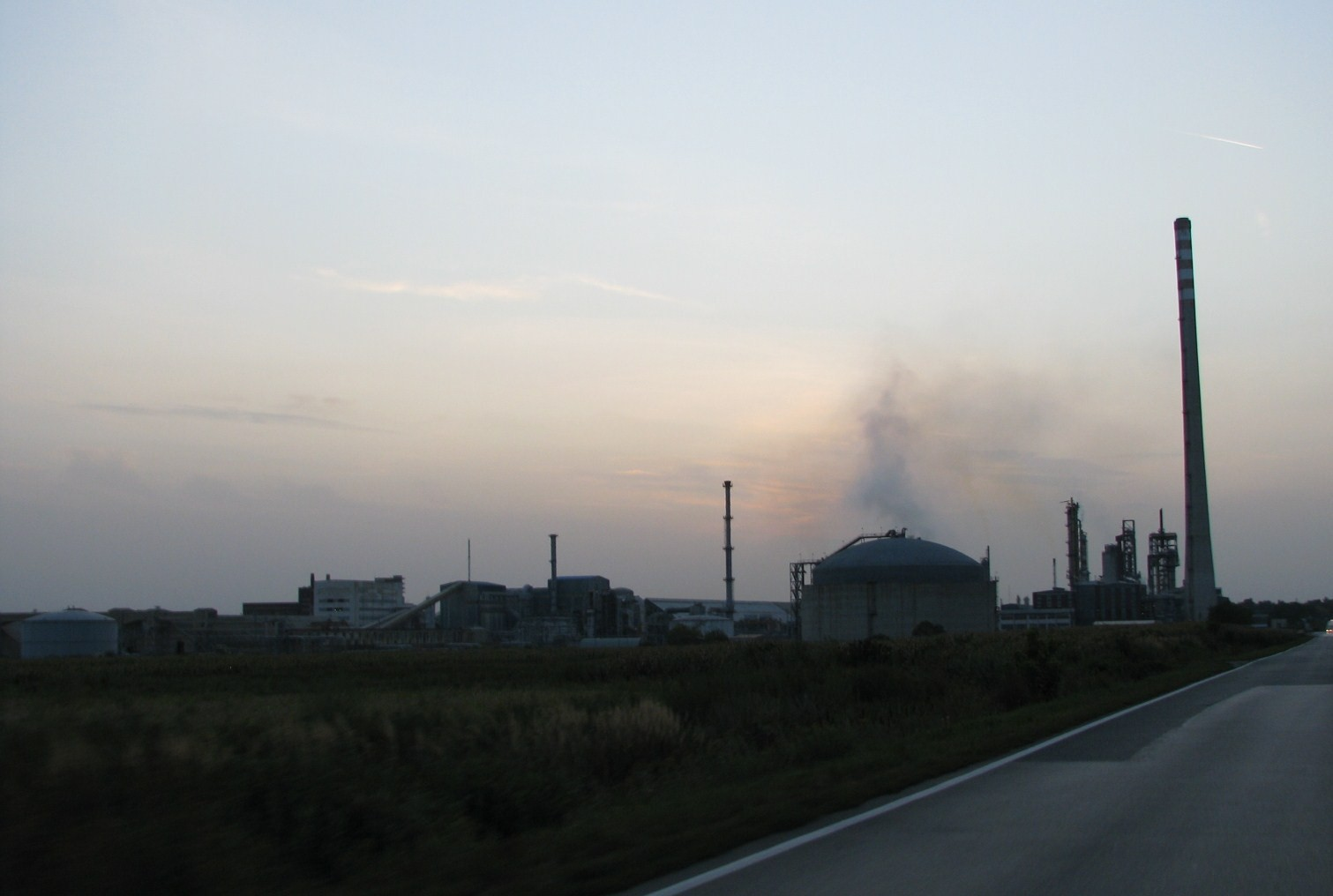
Areál společnosti Petrokemija.

První písemná zmínka o Kutině pochází z roku 1256 z dokumentu uherského krále Bély IV., opět byla připomínána roku 1334 v podobě Kotinna. V roce 1488 byla zmiňována v souvislosti s místním kostelem sv. Kateřiny. V roce 1789 začala ve městě působit historicky první škola (v současné době se zde nachází škol pět; prvního učitele získalo město již v 17. století). 
Roku 1837 získala Kutina status města s tržním právem. Od roku 1850 působí v Kutině pošta. V roce 1886 město rozsáhleji poničil požár. Většina tehdejších domů byla ze dřeva a lehla popelem; zničena byla rovněž i kaple sv. Františka Xaverského. Roku 1895 sem bylo zavedeno telefonní spojení a o dva roky později také železnice. V roce 1901 vznikl první městský park. V téže době město zasáhl rozsáhlý požár. Po druhé světové válce bylo centrum města rozsáhle přestavěno do podoby panelového sídliště s bloky zasazenými v parku. Rozsáhlý byl areál společnosti Petrokemija, která byla klíčovým jugoslávským výrobcem minerálních hnojiv a pro řadu obyvatel země synonymem rozvoje i podoby města. Její areál se postupně rozvíjel na jihovýchodním okraji města, při hlavní železniční trati.

## Kultura
Dominantou obce je Kostel Panny Marie sněžné. V budově bývalého Erdődyho paláce dnes sídlí regionální muzeum (chorvatsky Muzej Moslavine. Město má také vlastní knihovnu a čítárnu, dále Galerii při Muzeu Moslaviny a Dům kultury.
Počet historických budov je ve městě velmi nízký, a to vzhledem k požáru, který město postihl na počátku 20. století, stejně jako progresivní socialistické výstavbě, které musela řada starších budov ustoupit z cesty.

## Doprava
Ve městě se nachází železniční stanice železniční trati Bělehrad–Záhřeb. Díky ní jsou umístěny menší průmyslové podniky právě v jižní a východní části Kutiny, kde se nacházejí vlečky napojené na trať. Dále na jih potom vede dálnice do Záhřebu a Slavonie. 

## Známé osobnosti
- Branimir Budetić, paraolympionik
- Dubravka Ugrešić, překladatelka
- Ivan Milat, akademický malíř
- Igor Tomašić, fotbalista
- Gustav Baron, rektor Záhřebské univerzity v 19. století